# Latin Boys Go to Hell
Latin Boys Go to Hell è un film del 1997 diretto da Ela Troyano e tratto dal romanzo di André Salas.

## Trama
Il ventenne Justin vive nei sobborghi latini di Brooklyn e cerca di imitare le popstar e gli attori delle telenovelas messicane. Quando giunge a New York il suo aitante cugino Angel, Justin prova subito per lui una forte attrazione fisica e la sua vita diventerà simile ad una telenovela.

## Accoglienza

### Botteghini
Nel suo primo weekend di proiezione negli Stati Uniti il film ha incassato 24.335 dollari e in totale ha incassato 199.033 dollari.

## Citazioni cinematografiche
- Il poster del film Barb Wire viene visto nella camera da letto durante i titoli di testa del film.
- Il libro e il poster di Mago Shazam della serie televisiva Shazam! viene visto nella camera da letto durante i titoli di testa del film.
- Un poster di Bela Lugosi mentre interpreta Dracula è presente nel nightclub e successivamente in un appartamento.